# خيطان
تقع مدينة خيطان جنوب مدينة الكويت، وتتبع محافظة الفروانية.

## البداية
كانت مدينة خيطان في البداية قرية زراعية يسكنها المزارعون وكان أبرز شخص فيهم رجل يدعى خيطان ويطلق عليها قديماً اسم أبرق خيطان وسبب التسمية ان خيطان كان مزارعا يعتلي تلة صغيرة فيراه الناس ويقولون أبرق خيطان أي ظهر.

## الموقع
تحتل منطقة خيطان موقعا مميزا في منتصف الكويت حيث يحدها من الشمال الدائري الخامس ومن الشرق طريق الملك فيصل السريع ومن الغرب طريق المطار ومن الجنوب الدائري السادس.
تأسست مدينة خيطان عام 1948م حيث بنت الحكومة الكويتية لأفراد شعبها بيوت في تلك المنطقة ووزعت الأراضي فيها، وكانت في بادئ الأمر منطقة سكنية بحته.

## التقسيم
قسمت المنطقة إلى 10 قطع وعرفت قطعة رقم 3 باسم الفلل (جمع الفيلا) وهذه القطعة الآن من أكثر القطع التي يسكنها الكويتيون، وتعرف قطعة 10 باسم بيوت التركيب نظراً لأنها مبنية بطريقة التركيب، ويطلق على قطعة 2 حالياً (قطعة 4 سابقاً) باسم بلد الصعايدة نظراً لكثرة الأجانب فيها وخصوصاً من الصعيد من مصر. ويحلو لشباب خيطان بتسمية خيطان بـ«خيطان سيتي» أو «خيطان بعيدة عن الشيطان».[بحاجة لمصدر]
وكانت بالسابق منطقتين مختلفتين باسم أبرق خيطان وخيطان الجنوبي، ولكن تم توحيد المنطقة لاحقاً.

## معركة الصحن (1998)
في عام 1998، حدثت مناشبة بين أفراد من الجالية المصرية وآخرين من الجالية البنغالية، وأدت هذه المناشبة إلى أعمال شغب وعنف وقتل حيث قتل شخصان وأصيب 41 شخصاً بجروح واعتقل 13 شخصاً، كما تدخلت قوات الأمن الكويتية لوقف أعمال الشغب استعملت فيها الذخائر المطاطية والقنابل المسيلة للدموع. سمّيت بمعركة الصحن لأن سبب المشاجرة كان صحن مكسور.

## خيطان الجنوبي
في بداية سنة 2006 كان الجانب الجنوبي من منطقة خيطان قديماً، وغير لائق أن يكون قرب مطار الكويت، فثمّنت حكومة الكويت أراضي خيطان الجنوبي في القطعة المرقمة 1 و2، واستملكتها، سعياً إلى إعادة بنائها بما يتناسب مع موقعها السياحي، كان أكثر سكان خيطان الجنوبي من العمال الوافدين، وقد أدّى تثمين تلك المنطقة حينئذٍ إلى انتقال العمال العزاب إلى شمال خيطان «أبرق خيطان» حيث تسكن عوائل، واشتكى أهلها إلى المحافظة وطالبوا بإيقاف إسكان العزاب في مناطق العوائل.

## المناطق المحيطة
- اليرموك.
- ضاحية الصديق.
- ضاحية الزهراء.
- العمرية.
- الفروانية.
- مطار الكويت الدولي.